# Saint-Clément-de-Rivière
Pour les articles homonymes, voir Saint-Clément et Rivière (homonymie).
Saint-Clément-de-Rivière est une commune française située au nord de Montpellier dans le nord-est du département de l'Hérault en région Occitanie.
Exposée à un climat méditerranéen, elle est drainée par le Lez, la Lironde. La commune possède un patrimoine naturel remarquable : un site Natura 2000 (« le Lez ») et une zone naturelle d'intérêt écologique, faunistique et floristique.
Saint-Clément-de-Rivière est une commune urbaine qui compte 5 140 habitants en 2022, après avoir connu une forte hausse de la population depuis 1962. Elle est dans l'agglomération de Montpellier et fait partie de l'aire d'attraction de Montpellier. Ses habitants sont appelés les Saint-Clémentois ou Saint-Clémentoises.
Inérée dans l'agglomération de Montpellier, la commune a subi une explosion démographique au cours de la seconde moitié du XXe siècle, multipliant sa population par trente en cinquante ans. Majoritairement résidentielle, la commune se démarque dans le département par le niveau de vie relativement élevé de sa population, attirée par un cadre de vie préservé. En 2015, la commune possède le plus haut revenu moyen par foyer du Languedoc-Roussillon pour les communes de 2 000 à 10 000 habitants.

### Localisation

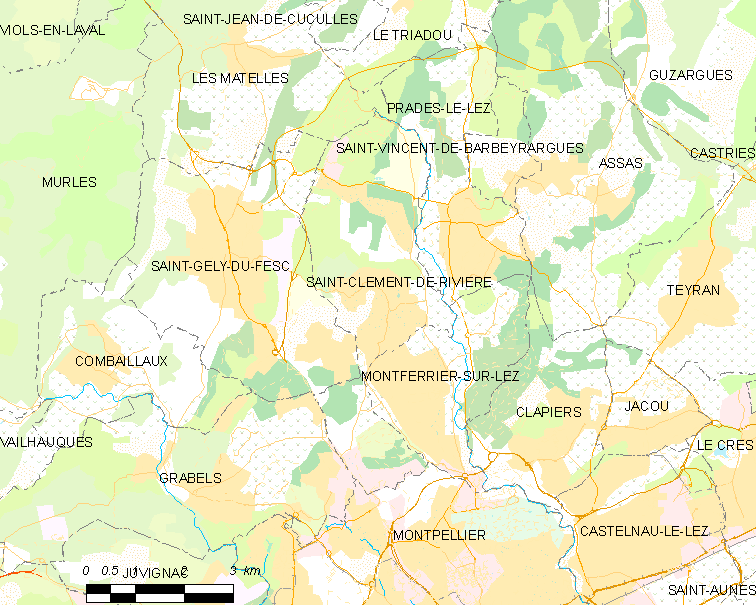
Carte

## Géographie

### Communes limitrophes
|                    | Les Matelles             |                     |
| Saint-Gély-du-Fesc | Saint-Clément-de-Rivière | Prades-le-Lez       |
| Grabels            | Montpellier              | Montferrier-sur-Lez |

### Hydrographie
C'est sur cette commune que se trouve la source du Lez, fleuve côtier coulant ensuite dans Montpellier et se jetant dans la mer Méditerranée après un canal traversant les étangs côtiers.

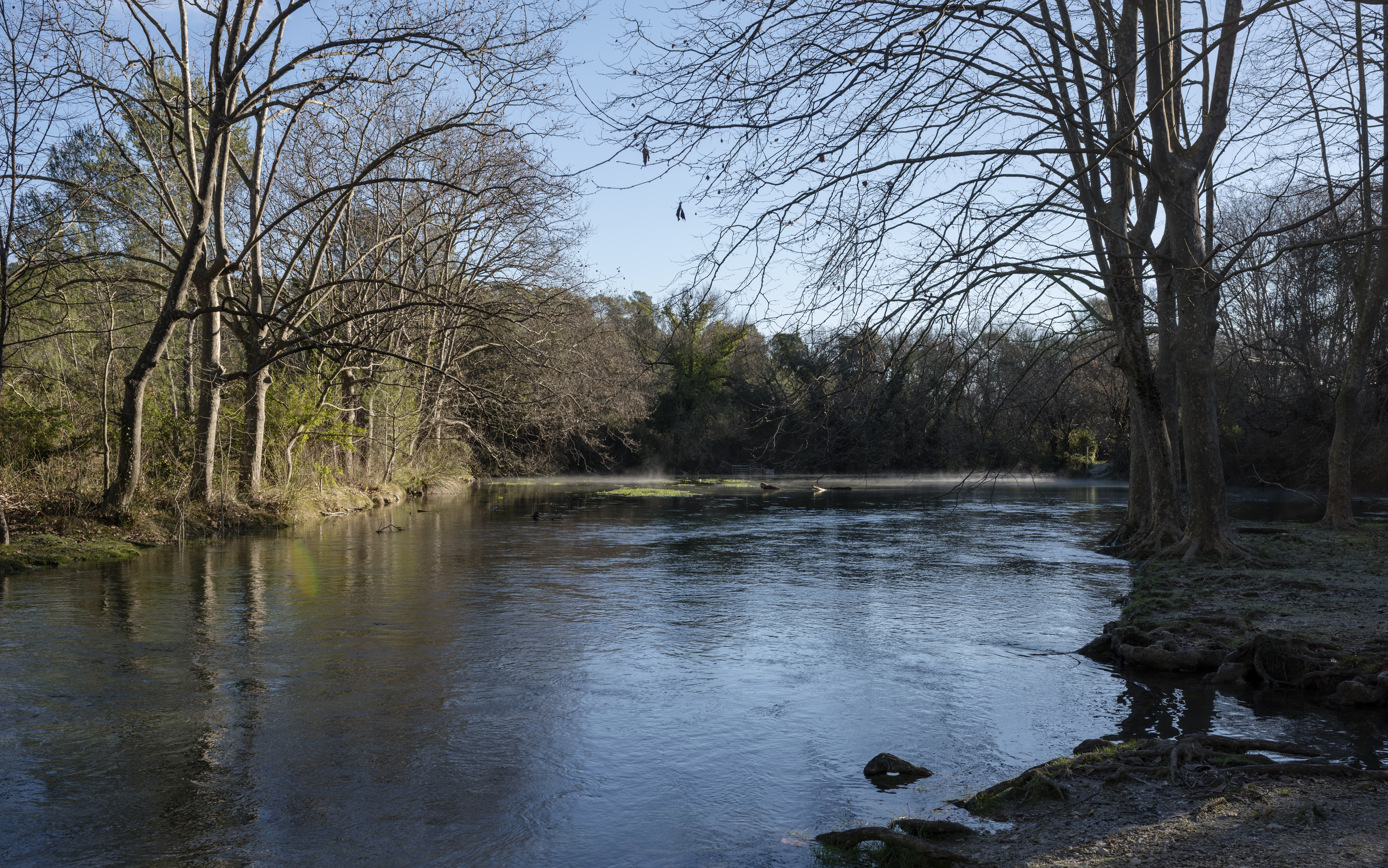
Le Lez.

### Climat
Pour des articles plus généraux, voir Climat de l'Occitanie et Climat de l'Hérault.
En 2010, le climat de la commune est de type climat méditerranéen franc, selon une étude s'appuyant sur une série de données couvrant la période 1971-2000. En 2020, Météo-France publie une typologie des climats de la France métropolitaine dans laquelle la commune est exposée à un climat méditerranéen et est dans la région climatique Provence, Languedoc-Roussillon, caractérisée par une pluviométrie faible en été, un très bon ensoleillement (2 600 h/an), un été chaud (21,5 °C), un air très sec en été, sec en toutes saisons, des vents forts (fréquence de 40 à 50 % de vents > 5 m/s) et peu de brouillards.
Pour la période 1971-2000, la température annuelle moyenne est de 14,2 °C, avec une amplitude thermique annuelle de 16,5 °C. Le cumul annuel moyen de précipitations est de 805 mm, avec 6,3 jours de précipitations en janvier et 2,9 jours en juillet. Pour la période 1991-2020, la température moyenne annuelle observée sur la station météorologique la plus proche, située sur la commune de Prades-le-Lez à 2 km à vol d'oiseau, est de 14,6 °C et le cumul annuel moyen de précipitations est de 869,7 mm,. Pour l'avenir, les paramètres climatiques de la commune estimés pour 2050 selon différents scénarios d'émission de gaz à effet de serre sont consultables sur un site dédié publié par Météo-France en novembre 2022.

### Milieux naturels et biodiversité

#### Réseau Natura 2000

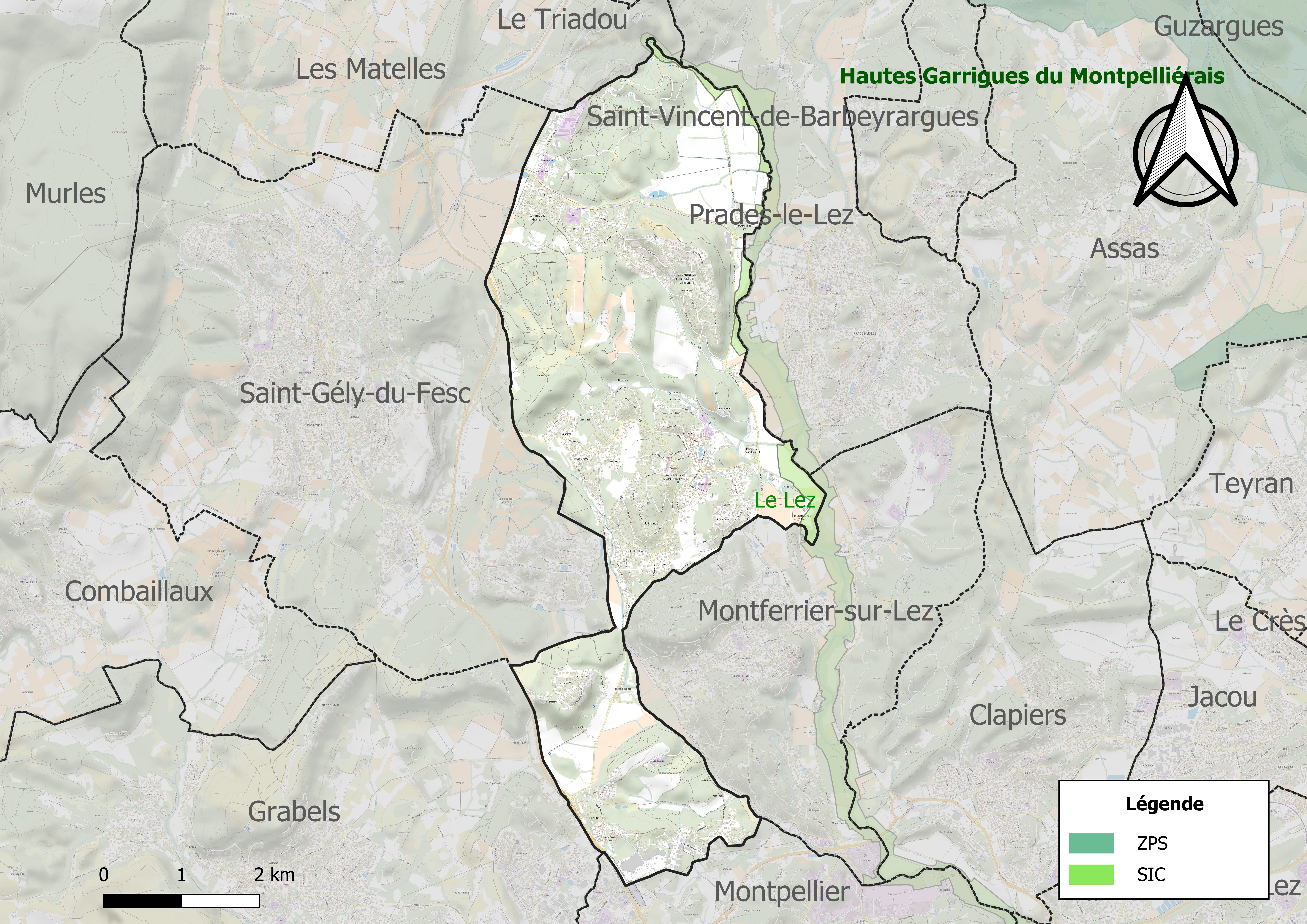
Site Natura 2000 sur le territoire communal.

Le réseau Natura 2000 est un réseau écologique européen de sites naturels d'intérêt écologique élaboré à partir des directives habitats et oiseaux, constitué de zones spéciales de conservation (ZSC) et de zones de protection spéciale (ZPS).
Un site Natura 2000 a été défini sur la commune au titre de la directive habitats : « le Lez », d'une superficie de 239 ha, l'unique site de présence du Chabot endémique, Cottus petiti.

#### Zones naturelles d'intérêt écologique, faunistique et floristique

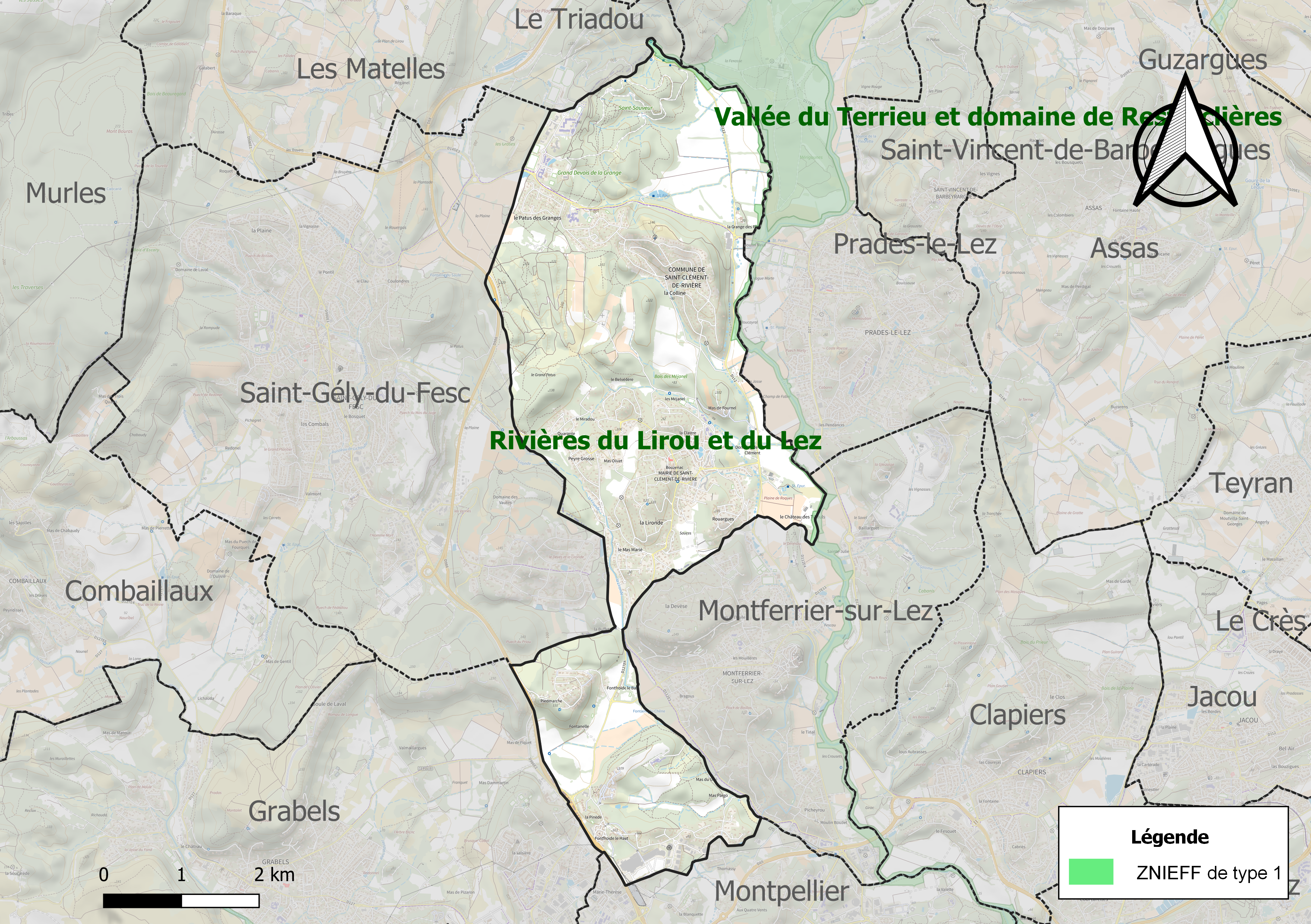
Carte de la ZNIEFF de type 1 localisée sur la commune.

L’inventaire des zones naturelles d'intérêt écologique, faunistique et floristique (ZNIEFF) a pour objectif de réaliser une couverture des zones les plus intéressantes sur le plan écologique, essentiellement dans la perspective d’améliorer la connaissance du patrimoine naturel national et de fournir aux différents décideurs un outil d’aide à la prise en compte de l’environnement dans l’aménagement du territoire.
Une ZNIEFF de type 1 est recensée sur la commune :
les « rivières du Lirou et du Lez » (127 ha), couvrant 7 communes du département.

## Urbanisme

### Typologie
Au 1er janvier 2024, Saint-Clément-de-Rivière est catégorisée ceinture urbaine, selon la nouvelle grille communale de densité à sept niveaux définie par l'Insee en 2022.
Elle appartient à l'unité urbaine de Montpellier, une agglomération intra-départementale regroupant 22  communes, dont elle est une commune de la banlieue,,. Par ailleurs la commune fait partie de l'aire d'attraction de Montpellier, dont elle est une commune de la couronne,. Cette aire, qui regroupe 161 communes, est catégorisée dans les aires de 700 000 habitants ou plus (hors Paris),.

### Occupation des sols
L'occupation des sols de la commune, telle qu'elle ressort de la base de données européenne d’occupation biophysique des sols Corine Land Cover (CLC), est marquée par l'importance des forêts et milieux semi-naturels (37,4 % en 2018), en diminution par rapport à 1990 (42,2 %). La répartition détaillée en 2018 est la suivante :
zones urbanisées (26,4 %), milieux à végétation arbustive et/ou herbacée (22,8 %), forêts (14,6 %), zones agricoles hétérogènes (12,1 %), cultures permanentes (9 %), terres arables (8,1 %), zones industrielles ou commerciales et réseaux de communication (6,6 %), prairies (0,4 %). L'évolution de l’occupation des sols de la commune et de ses infrastructures peut être observée sur les différentes représentations cartographiques du territoire : la carte de Cassini (XVIIIe siècle), la carte d'état-major (1820-1866) et les cartes ou photos aériennes de l'IGN pour la période actuelle (1950 à aujourd'hui).

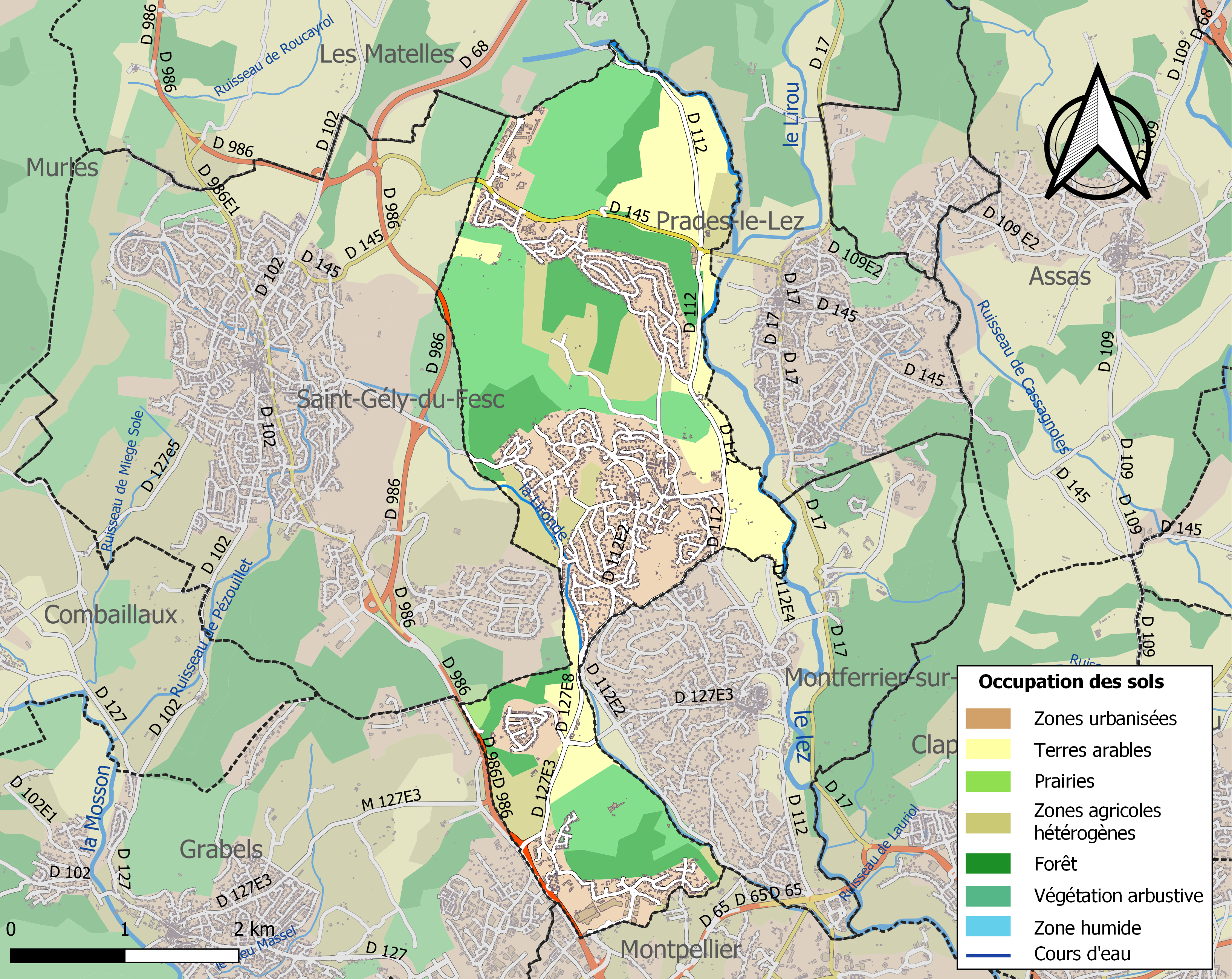
Carte des infrastructures et de l'occupation des sols de la commune en 2018 (CLC).

### Morphologie urbaine
Le territoire présente la particularité d'être composé de deux parties qui ressemblent à peu près à deux quadrilatères, reliés entre eux par un étroit espace où passent deux routes. La commune s’étend sur 8 km de long du nord au sud.
- La partie la plus petite au sud est mitoyenne de Montpellier. Encore largement composé de forêts, cet espace connaît une urbanisation encore limitée de villas cossues (au sud), d'immeubles sociaux et de logements d'étudiants au nord. C'est là que se trouve une des plus importants zones commerciales de l'agglomération montpelliéraine, le centre commercial Trifontaine du groupe Carrefour, dont le toit est visible des villas construites en haut de la colline.
- La partie nord, plus grande, s'étend également sur des collines boisées, reliefs en bonne partie mités par la périurbanisation. Les dernières installations scolaires, un collège et un lycée, sont ainsi construites tout au nord près du bois de Saint-Sauveur et entourées par quelques cliniques et entreprises. Plus au nord encore, les forêts et les garrigues restent épargnés. Près du cours du Lez, à l'est de la commune, la plaine accueille quelques vignes.

### Habitat et logement
En 2018, le nombre total de logements dans la commune était de 2 405, alors qu'il était de 2 194 en 2013 et de 2 156 en 2008.
Parmi ces logements, 91,4 % étaient des résidences principales, 3,3 % des résidences secondaires et 5,4 % des logements vacants. Ces logements étaient pour 73,5 % d'entre eux des maisons individuelles et pour 26,3 % des appartements.
Le tableau ci-dessous présente la typologie des logements à Saint-Clément-de-Rivière en 2018 en comparaison avec celle de l'Hérault et de la France entière. Une caractéristique marquante du parc de logements est ainsi une proportion de résidences secondaires et logements occasionnels (3,3 %) inférieure à celle du département (18,3 %) et à celle de la France entière (9,7 %). Concernant le statut d'occupation de ces logements, 72,3 % des habitants de la commune sont propriétaires de leur logement (69,4 % en 2013), contre 53,2 % pour l'Hérault et 57,5 % pour la France entière.
| Typologie                                               | Saint-Clément-de-Rivière | Hérault | France entière |
| ------------------------------------------------------- | ------------------------ | ------- | -------------- |
| Résidences principales (en %)                           | 91,4                     | 74,4    | 82,1           |
| Résidences secondaires et logements occasionnels (en %) | 3,3                      | 18,3    | 9,7            |
| Logements vacants (en %)                                | 5,4                      | 7,3     | 8,2            |

### Risques majeurs
Le territoire de la commune de Saint-Clément-de-Rivière est vulnérable à différents aléas naturels : météorologiques (tempête, orage, neige, grand froid, canicule ou sécheresse), inondations, feux de forêts, mouvements de terrains et séisme (sismicité faible). Il est également exposé à un risque technologique, le transport de matières dangereuses. Un site publié par le BRGM permet d'évaluer simplement et rapidement les risques d'un bien localisé soit par son adresse soit par le numéro de sa parcelle.

#### Risques naturels
La commune fait partie du territoire à risques importants d'inondation (TRI) de Montpellier-Lunel-Maugio-Palavas, regroupant 49 communes du bassin de vie de Montpellier et s'étendant sur les départements de l'Hérault et du Gard, un des 31 TRI qui ont été arrêtés fin 2012 sur le bassin Rhône-Méditerranée, retenu au regard des risques de submersions marines et de débordements du Vistre, du Vidourle, du Lez et de la Mosson. Parmi les événements significatifs antérieurs à 2019 qui ont touché le territoire, peuvent être citées les crues de septembre 2002 et de septembre 2003 (Vidourle) et les tempêtes de novembre 1982 et décembre 1997 qui ont touché le littoral. Des cartes des surfaces inondables ont été établies pour trois scénarios : fréquent (crue de temps de retour de 10 ans à 30 ans), moyen (temps de retour de 100 ans à 300 ans) et extrême (temps de retour de l'ordre de 1 000 ans, qui met en défaut tout système de protection). La commune a été reconnue en état de catastrophe naturelle au titre des dommages causés par les inondations et coulées de boue survenues en 1982, 1997, 2001, 2002, 2003, 2005 et 2014,.
Saint-Clément-de-Rivière est exposée au risque de feu de forêt. Un plan départemental de protection des forêts contre les incendies (PDPFCI) a été approuvé en juin 2013 et court jusqu'en 2022, où il doit être renouvelé. Les mesures individuelles de prévention contre les incendies sont précisées par deux arrêtés préfectoraux et s’appliquent dans les zones exposées aux incendies de forêt et à moins de 200 mètres de celles-ci. L’arrêté du 25 avril 2002 réglemente l'emploi du feu en interdisant notamment d’apporter du feu, de fumer et de jeter des mégots de cigarette dans les espaces sensibles et sur les voies qui les traversent sous peine de sanctions. L'arrêté du 11 mars 2013 rend le débroussaillement obligatoire, incombant au propriétaire ou ayant droit,.

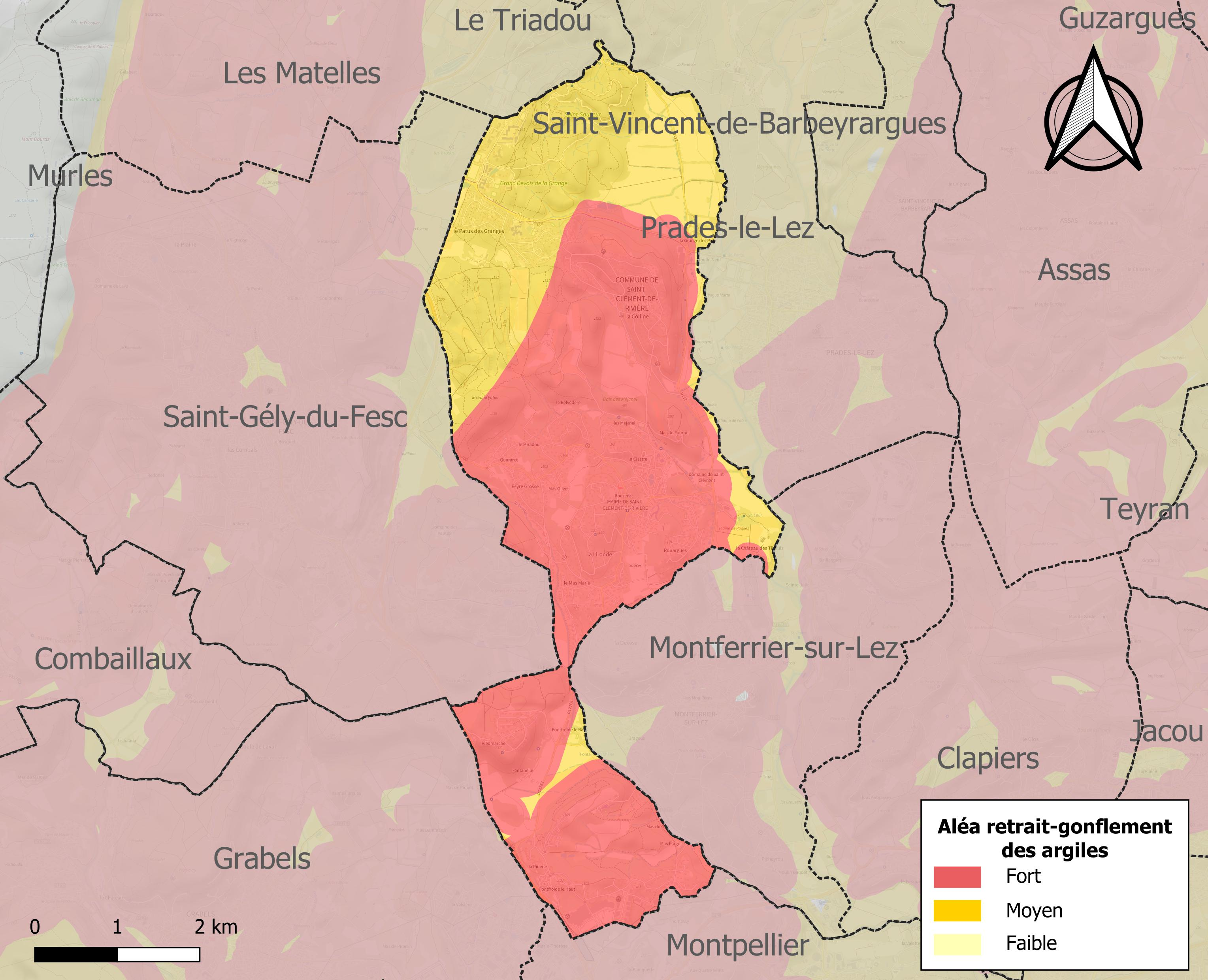
Carte des zones d'aléa retrait-gonflement des sols argileux de Saint-Clément-de-Rivière.

La commune est vulnérable au risque de mouvements de terrains constitué principalement du retrait-gonflement des sols argileux. Cet aléa est susceptible d'engendrer des dommages importants aux bâtiments en cas d’alternance de périodes de sécheresse et de pluie. La totalité de la commune est en aléa moyen ou fort (59,3 % au niveau départemental et 48,5 % au niveau national). Sur les 1 733 bâtiments dénombrés sur la commune en 2019, 1 733 sont en aléa moyen ou fort, soit 100 %, à comparer aux 85 % au niveau départemental et 54 % au niveau national. Une cartographie de l'exposition du territoire national au retrait gonflement des sols argileux est disponible sur le site du BRGM,.
Par ailleurs, afin de mieux appréhender le risque d’affaissement de terrain, l'inventaire national des cavités souterraines permet de localiser celles situées sur la commune.

#### Risques technologiques
Le risque de transport de matières dangereuses sur la commune est lié à sa traversée par des infrastructures routières ou ferroviaires importantes ou la présence d'une canalisation de transport d'hydrocarbures. Un accident se produisant sur de telles infrastructures est susceptible d’avoir des effets graves sur les biens, les personnes ou l'environnement, selon la nature du matériau transporté. Des dispositions d’urbanisme peuvent être préconisées en conséquence.

## Toponymie
Le nom de Saint-Clément apparaît pour la première fois en 1109. En 1985, la commune est renommée Saint-Clément-de-Rivière.

## Histoire

### Préhistoire
Les premiers habitants préhistoriques de ce lieu sont présents dès 2300 av. J.-C., d'après les fouilles de 1977-1978 au niveau de la grotte de la Colline, aujourd'hui détruite aux trois quarts lors de la construction d'une route pour relier le lotissement de la Colline au centre-ville[réf. nécessaire].

### Moyen Âge
En 1276, Saint-Clément et huit autres paroisses (Saint-Gély-du-Fesc, Saint-Mathieu-de-Tréviers, Saint-Vincent-de-Barbeyrargues, Saint-Jean-de-Cuculles, Les Matelles, Valflaunès, Combaillaux, et Cazevieille) soutiennent la République de Montferrand, du nom du château fort aujourd'hui en ruines se situant sur le pic Saint-Loup. Cette république se constitue pour contrer le seigneur de Montpellier qui voulait déjà taxer ces paroisses. Cette république de Montferrand pratiquait le suffrage universel pour élire les maires et leurs conseillers, et que les femmes disposaient déjà du droit de vote. Aujourd'hui, ces villages sont toujours unis, ainsi que d'autres, dans la communauté de communes du Grand Pic Saint-Loup[réf. nécessaire].

### Époque contemporaine

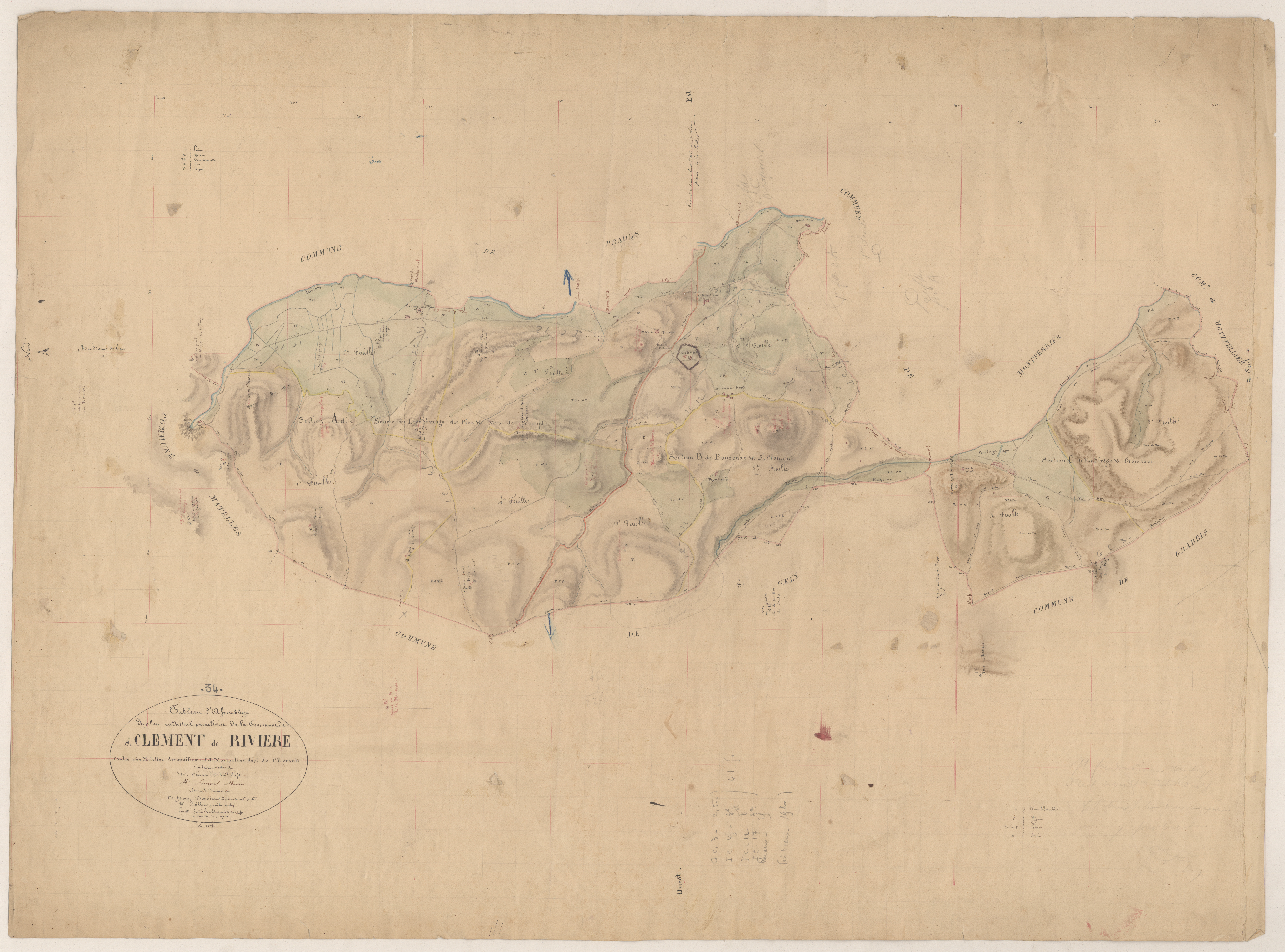
Cadastre napoléonien : tableau d'assemblage (1832).

Le 18 octobre 1817, sur la demande expresse des habitants de la commune de Saint-Clément formulée par son maire au préfet, et après de longues tractations, le roi Louis-Philippe autorise la commune à acquérir pour la somme de 600 francs l'église Saint-Clément, afin de la rendre à sa destination. Sa restauration débute en 1896, mais aujourd'hui seul ce vestige subsiste à Saint-Clément, au lieu-dit la Clastre (en occitan, le mot clastra a pour sens « cloître »).

## Politique et administration

### Rattachements administratifs et électoraux

#### Rattachements administratifs
La commune se trouve dans l'arrondissement de Montpellier du département de l'Hérault.
Elle faisait partie depuis 1793 du canton des Matelles. Dans le cadre du redécoupage cantonal de 2014 en France, cette circonscription administrative territoriale a disparu, et le canton n'est plus qu'une circonscription électorale.

#### Rattachements électoraux
Pour les élections départementales, la commune fait partie depuis 2014 du canton de Saint-Gély-du-Fesc.
Pour l'élection des députés, elle fait partie de la quatrième circonscription de l'Hérault.

### Intercommunalité
Située au nord de Montpellier, Saint-Clément est intégrée en 2001 dans le périmètre initial de la communauté d'agglomération de Montpellier ; six communes, dont Saint-Clément, qui refusaient leur rattachement ont obtenu gain de cause le 30 octobre 2003, avec effet au 1er janvier 2004. Elle intègre alors la communauté de communes du Pic-Saint-Loup, un établissement public de coopération intercommunale (EPCI) à fiscalité propre créé fin 2002 et auquel la commune avait transféré un certain nombre de ses compétences, dans les conditions déterminées par le code général des collectivités territoriales.
Cette intercommunalité a fusionné avec ses voisines pour former, le 1er janvier 2010, la communauté de communes du Grand Pic Saint-Loup dont est désormais membre la commune.

### Tendances politiques et résultats
Les électeurs de Saint-Clément-de-Rivière se caractérisent par leur propension à voter plutôt à droite.

#### Élections présidentielles, résultats des deuxièmes tours
- Élection présidentielle de 2002 : 83,08 % pour Jacques Chirac (RPR), 16,92 % pour Jean-Marie Le Pen (FN), 88,9 % de participation
- Élection présidentielle de 2007 : 62,82 % pour Nicolas Sarkozy (UMP), 37,18 % pour Ségolène Royal (PS), 92,97 % de participation[25]
- Élection présidentielle de 2012 : 60,22 % pour Nicolas Sarkozy (UMP), 39,78% pour François Hollande (PS), 90,28 % de participation[26]

#### Élections législatives, résultats des deuxièmes tours
- Élections législatives de 2007 : 66,21 % pour Robert Lecou (UMP), 33,79% pour Jean-Pierre Mourre (PS), 71,66 % de participation[27]
- Élections législatives de 2012 : 59,63 % pour Robert Lecou (UMP), 40,37% pour Frédéric Roig (PS), 65,67 % de participation[28]

#### Élections européennes, résultats des deux meilleurs scores
- Élections européennes de 2004 : 27,06 % pour Kader Arif (PS), 24,08 % pour Alain Lamassoure (UMP), 51,96 % de participation[29]
- Élections européennes de 2009 : 40,58 % pour Dominique Baudis (UMP), 18,35 % pour José Bové (Europe Écologie), 53,59 % de participation[30]
- Élections européennes de 2014 : 26,65 % pour Michèle Alliot-Marie (UMP), 19,70% pour Louis Aliot (FN), 53,59 % de participation[31]

#### Élections régionales, résultats des deuxièmes tours
- Élections régionales de 2004 : 55,59 % pour Jacques Blanc (UMP), 37,98 % pour Georges Frêche (PS), 6,44% pour Alain Jamet (FN), 76,64 % de participation[32]
- Élections régionales de 2010 : 42,62 % pour Georges Frêche (PS), 40,93 % pour Raymond Couderc (UMP), 16,45% pour France Jamet (FN), 56,32 % de participation[33]
- Élections régionales de 2015 : 39,29% pour Carole Delga (PS), 30,50% pour Louis Aliot (FN), 30,21% pour Dominique Reynié (LR), 70,82% de participation[34]

#### Élections cantonales, résultats des deuxièmes tours
- Élections cantonales de 2004 : 64,26% pour Georges Vincent (UMP), 35,74% pour Renée Bosoni (PS), 75,54% de participation[35]
- Élections cantonales de 2011 : 63,21 % pour Guillaume Fabre (UMP), 36,79 % pour Christian Dupraz (Europe Écologie Les Verts), 52,52 % de participation[36]
- Élections départementales de 2015 : 64,78% pour Guillaume Fabre et Laurence Cristol (UMP), 35,22% pour Christian Dupraz et Clothilde Ollier (Europe Écologie Les Verts), 58,37% de participation[37]

#### Élections municipales
Lors du premier tour des élections municipales de 2014 dans l'Hérault, la liste DVD menée par Rodolphe Cayzac obtient la majorité absolue des suffrages exprimés avec 1 457 voix (57,84 %, 22 conseillers municipaux élus dont 4 communautaires), devançant largement celle également DVF menée par François Georgin, qui a recueilli 1 062 voix (42,15 %, 5 conseillers municipaux élus dont 1 communautaire).
Lors de ce scrutin, 26,10 % des électeurs se sont abstenus
Lors du premier tour des  élections municipales de 2020 dans l'Hérault, la liste DVD menée par la maire sortante Laurence Cristol — qui avait succédé en 2018 à Rodolphe Cayzac après sa démission — obtient la majorité absolue des suffrages exprimés, avec 1 128 voix (66,54 %, 23 conseillers municipaux élus dont 4 communautaires), devançant très largement celle, également DVD, menée par Christine Rachet Maka, qui a recueilli 567 voix (33,45 %, 4 conseillers municipaux élus dont 1 communautaire).
Lors de ce scrutin marqué par la Pandémie de Covid-19 en France, 51,09 % des électeurs se sont abstenus.
Lors du premier tour de l'élection municipale partielle tenue en 2022 à la suite de la démission de plus d'un tiers du conseil municipal, la liste menée par l'ancien premier maire-adjoint Jérôme Pouget obtient la majorité absolue des suffrages exprimés avec 1 294 voix (68,25 %), devançant très largement celle menée par la maire sortante Françoise Lesaunier — qui avait succédé à Laurence Cristol en 2022 après son élection comme députée — qui recueille 602 voix (31,95 %).
Lors de ce scrutin, 45,88 % des électeurs se sont abstenus.

#### Référendums
- Référendum de 2005 relatif au traité établissant une Constitution pour l’Europe : 65,07 % pour le Oui, 34,93 % pour le Non, 82,04 % de participation[41]

### Liste des maires
| Période        | Période                        | Identité              | Étiquette     | Qualité |
| -------------- | ------------------------------ | --------------------- | ------------- | --- |
| 1899           | 1908                           | Barthélémy Bonnieu    |               | |
| 1908           | 1920                           | Louis Puech           |               | |
| 1920           | 1947                           | Louis Landier         |               | |
| 1947           | 1965                           | Louis Puech           |               | |
| 1965           | 1975                           | Fernand Arnaud        |               | |
| 1975           | mars 1983                      | Nicolas Leenhardt     |               | |
| mars 1983      | mars 2014                      | Alphonse Cacciaguerra | RPR puis UMP  | Ingénieur, chercheur Conseiller régional du Languedoc-Roussillon (1998 → 2010)                                              |
| mars 2014      | avril 2018                     | Rodolphe Cayzac       | UMP → LR      | Expert-comptable Démissionnaire                                                                                             |
| avril 2018     | août 2022                      | Laurence Cristol      | apparentée LR | Gériatre, spécialisée en oncologie Députée de l'Hérault (3e circ.) (2022 → ) Démissionnaire après son élection comme député |
| août 2022      | décembre 2022                  | Françoise Lesaunier   |               | Cheffe d'entreprise Mandat écourté par la démission d'une partie du conseil municipal                                       |
| décembre 2022, | En cours (au 16 décembre 2022) | Jérôme Pouget         |               | Maitre de conférence |

## Équipements et services publics

### Eau et déchets

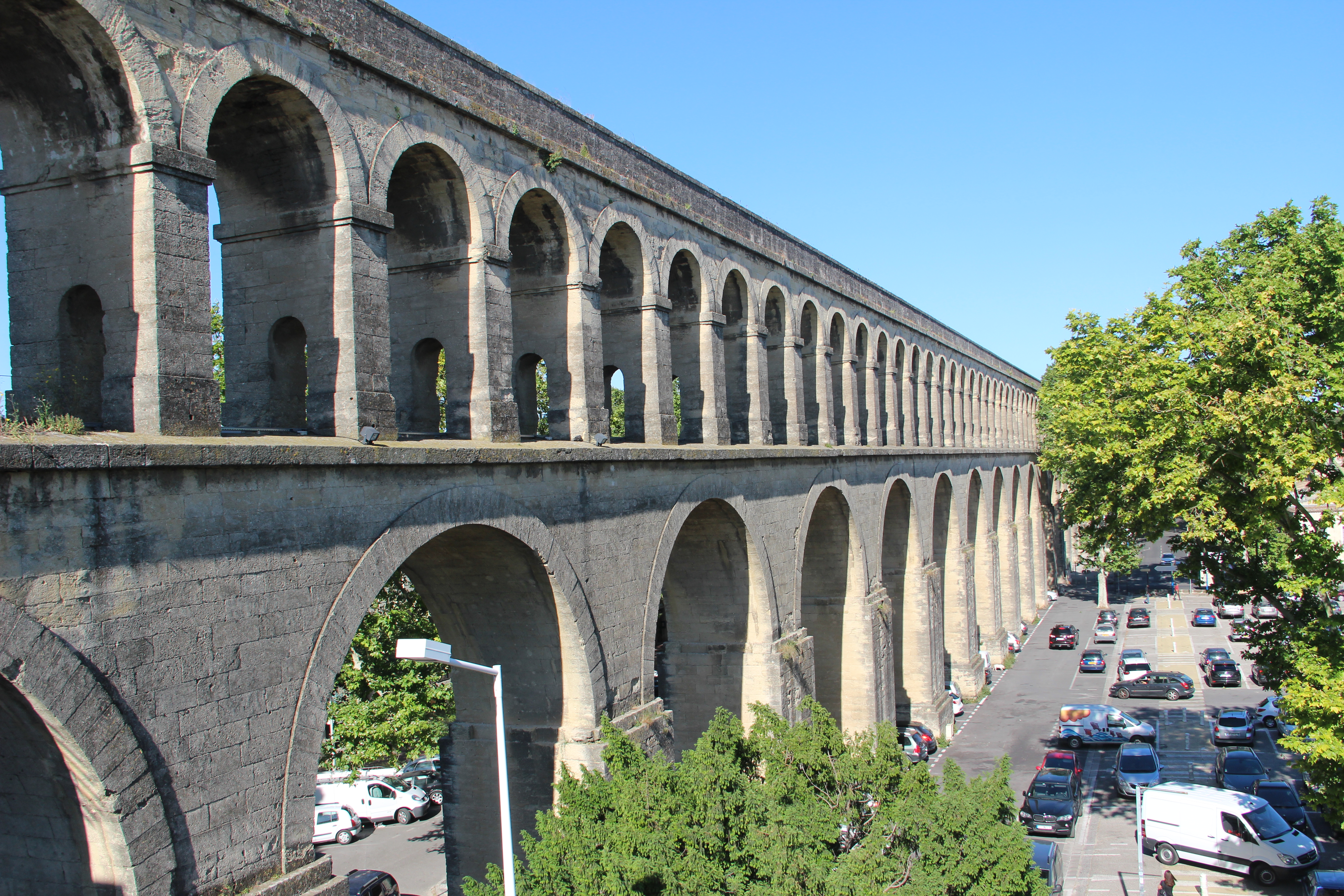
l'aqueduc Saint-Clément.

L'aqueduc détruit, et en fond le hameau de la Clastre

L'histoire de la ville est depuis longtemps mêlée à celle de l'aqueduc du même nom, l'aqueduc Saint-Clément. En effet, la ville de Montpellier a besoin d'eau depuis le XIIe siècle pour alimenter sa population. Au XVIIIe siècle, un projet d'aqueduc voit le jour grâce à Henri Pitot reliant la source du Boulidou de Saint-Clément, au centre-ville de Montpellier (Peyrou). Les travaux débutent en 1753, et se terminent dix ans plus tard (1766). Il apporte alors 25 litres par seconde à la ville.
Mais au début du XXe siècle, le débit de cette source devient insuffisant par rapport à la demande croissante en eau, ce qui entraîne un rallongement de l'aqueduc jusqu'à la source du Lez, toujours sur la commune de Saint-Clément. Lors des inondations de 1933, l'aqueduc cède sous la pression de l'eau. Il est utilisé jusque dans les années 1970. Le 1er avril 1981, les travaux d'implantation d'une usine souterraine démarrent. On estimait qu'elle pourrait produire en toute saison, pour Montpellier, 2 000 litres par seconde.

## Population et société

### Démographie
Les habitants de la commune sont appelés les Saint-Clémentois.

#### Évolution démographique
L'évolution du nombre d'habitants est connue à travers les recensements de la population effectués dans la commune depuis 1793. Pour les communes de moins de 10 000 habitants, une enquête de recensement portant sur toute la population est réalisée tous les cinq ans, les populations de référence des années intermédiaires étant quant à elles estimées par interpolation ou extrapolation. Pour la commune, le premier recensement exhaustif entrant dans le cadre du nouveau dispositif a été réalisé en 2008.

En 2022, la commune comptait 5 140 habitants, en évolution de +6,42 % par rapport à 2016 (Hérault : +7,49 %, France hors Mayotte : +2,11 %).
| 1793 | 1800 | 1806 | 1821 | 1831 | 1836 | 1841 | 1846 | 1851 |
| ---- | ---- | ---- | ---- | ---- | ---- | ---- | ---- | ---- |
| 100  | 57   | 96   | 90   | 113  | 127  | 130  | 124  | 129  |

| 1856 | 1861 | 1866 | 1872 | 1876 | 1881 | 1886 | 1891 | 1896 |
| ---- | ---- | ---- | ---- | ---- | ---- | ---- | ---- | ---- |
| 111  | 120  | 127  | 132  | 129  | 127  | 132  | 149  | 211  |

| 1901 | 1906 | 1911 | 1921 | 1926 | 1931 | 1936 | 1946 | 1954 |
| ---- | ---- | ---- | ---- | ---- | ---- | ---- | ---- | ---- |
| 163  | 169  | 184  | 188  | 231  | 185  | 169  | 171  | 168  |

| 1962 | 1968 | 1975 | 1982  | 1990  | 1999  | 2006  | 2008  | 2013  |
| ---- | ---- | ---- | ----- | ----- | ----- | ----- | ----- | ----- |
| 177  | 236  | 948  | 2 100 | 4 242 | 4 581 | 4 983 | 5 097 | 4 807 |

| 2018  | 2022  | - | - | - | - | - | - | - |
| ----- | ----- | - | - | - | - | - | - | - |
| 4 923 | 5 140 | - | - | - | - | - | - | - |

#### Pyramide des âges
La population de la commune est relativement âgée.
En 2018, le taux de personnes d'un âge inférieur à 30 ans s'élève à 28,8 %, soit en dessous de la moyenne départementale (35,4 %). À l'inverse, le taux de personnes d'âge supérieur à 60 ans est de 39,2 % la même année, alors qu'il est de 27,5 % au niveau départemental.
En 2018, la commune comptait 2 403 hommes pour 2 520 femmes, soit un taux de 51,19 % de femmes, légèrement inférieur au taux départemental (52,24 %).
Les pyramides des âges de la commune et du département s'établissent comme suit.
| Hommes | Classe d’âge | Femmes |
| ------ | ------------ | ------ |
| 1,0    | 90 ou +      | 2,2    |
| 10,7   | 75-89 ans    | 11,0   |
| 26,6   | 60-74 ans    | 26,8   |
| 17,4   | 45-59 ans    | 19,7   |
| 14,3   | 30-44 ans    | 12,8   |
| 16,7   | 15-29 ans    | 15,8   |
| 13,4   | 0-14 ans     | 11,7   |

| Hommes | Classe d’âge | Femmes |
| ------ | ------------ | ------ |
| 0,8    | 90 ou +      | 1,9    |
| 8      | 75-89 ans    | 9,9    |
| 17,2   | 60-74 ans    | 18,3   |
| 18,9   | 45-59 ans    | 18,8   |
| 18,3   | 30-44 ans    | 17,8   |
| 19,3   | 15-29 ans    | 17,9   |
| 17,5   | 0-14 ans     | 15,3   |

### Sports et loisirs
École de rugby à XV du Pic Saint Loup qui a formé Fulgence Ouedraogo et François Trinh-Duc.

## Économie

### Revenus
En 2018, la commune compte 1 914 ménages fiscaux, regroupant 4 519 personnes. La médiane du revenu disponible par unité de consommation est de 33 880 € (20 330 € dans le département). 77 % des ménages fiscaux sont imposés (45,8 % dans le département).

### Emploi
|                | 2008   | 2013   | 2018 |
| -------------- | ------ | ------ | ---- |
| Commune        | 5,5 %  | 7 %    | 9 %  |
| Département    | 10,1 % | 11,9 % | 12 % |
| France entière | 8,3 %  | 10 %   | 10 % |

En 2018, la population âgée de 15 à 64 ans s'élève à 2 787 personnes, parmi lesquelles on compte 67,9 % d'actifs (58,9 % ayant un emploi et 9 % de chômeurs) et 32,1 % d'inactifs,. Depuis 2008, le taux de chômage communal (au sens du recensement) des 15-64 ans est inférieur à celui de la France et du département.
La commune fait partie de la couronne de l'aire d'attraction de Montpellier, du fait qu'au moins 15 % des actifs travaillent dans le pôle,. Elle compte 2 099 emplois en 2018, contre 2 169 en 2013 et 2 070 en 2008. Le nombre d'actifs ayant un emploi résidant dans la commune est de 1 703, soit un indicateur de concentration d'emploi de 123,2 % et un taux d'activité parmi les 15 ans ou plus de 45,3 %.
Sur ces 1 703 actifs de 15 ans ou plus ayant un emploi, 285 travaillent dans la commune, soit 17 % des habitants. Pour se rendre au travail, 85,2 % des habitants utilisent un véhicule personnel ou de fonction à quatre roues, 4,5 % les transports en commun, 6,9 % s'y rendent en deux-roues, à vélo ou à pied et 3,4 % n'ont pas besoin de transport (travail au domicile).

### Activités hors agriculture

#### Secteurs d'activités
605 établissements sont implantés à Saint-Clément-de-Rivière au 31 décembre 2019. Le tableau ci-dessous en détaille le nombre par secteur d'activité et compare les ratios avec ceux du département,.
| Secteur d'activité                                                                                        | Commune | Commune | Département |
| Secteur d'activité                                                                                        | Nombre  | %       | %           |
| --- | ------- | ------- | ----------- |
| Ensemble                                                                                                  | 605     | 100 %   | (100 %)     |
| Industrie manufacturière, industries extractives et autres                                                | 17      | 2,8 %   | (6,7 %)     |
| Construction                                                                                              | 32      | 5,3 %   | (14,1 %)    |
| Commerce de gros et de détail, transports, hébergement et restauration                                    | 152     | 25,1 %  | (28 %)      |
| Information et communication                                                                              | 26      | 4,3 %   | (3,3 %)     |
| Activités financières et d'assurance                                                                      | 26      | 4,3 %   | (3,2 %)     |
| Activités immobilières                                                                                    | 46      | 7,6 %   | (5,3 %)     |
| Activités spécialisées, scientifiques et techniques et activités de services administratifs et de soutien | 163     | 26,9 %  | (17,1 %)    |
| Administration publique, enseignement, santé humaine et action sociale                                    | 96      | 15,9 %  | (14,2 %)    |
| Autres activités de services                                                                              | 47      | 7,8 %   | (8,1 %)     |

Le secteur des activités spécialisées, scientifiques et techniques et des activités de services administratifs et de soutien est prépondérant sur la commune puisqu'il représente 26,9 % du nombre total d'établissements de la commune (163 sur les 605 entreprises implantées à Saint-Clément-de-Rivière), contre 17,1 % au niveau départemental.

#### Entreprises et commerces
Les cinq entreprises ayant leur siège social sur le territoire communal qui génèrent le plus de chiffre d'affaires en 2020 sont :
- Clinique Du Pic Saint-Loup, activités hospitalières (8 488 k€)
- Clinique Saint Clement, activités hospitalières (4 683 k€)
- Cahuha, commerce de détail d'articles de sport en magasin spécialisé (4 602 k€)
- BK Avenue, restauration de type rapide (3 888 k€)
- Le Chene Vert, supérettes (2 229 k€)

### Revenus de la population et fiscalité
En 2010, le revenu fiscal médian par ménage était de 53 089 €, ce qui plaçait Saint-Clément-de-Rivière au 161e rang parmi les 31 525 communes de plus de 39 ménages en métropole.

### Agriculture
|               | 1988 | 2000 | 2010 | 2020 |
| ------------- | ---- | ---- | ---- | ---- |
| Exploitations | 17   | 13   | 9    | 7    |
| SAU (ha)      | 215  | 228  | 264  | 219  |

La commune est dans le « Soubergues », une petite région agricole occupant le nord-est du département de l'Hérault. En 2020, l'orientation technico-économique de l'agriculture  sur la commune est la culture de fruits ou d'autres cultures permanentes. Sept exploitations agricoles ayant leur siège dans la commune sont dénombrées lors du recensement agricole de 2020 (17 en 1988). La superficie agricole utilisée est de 219 ha,,.

## Culture locale et patrimoine

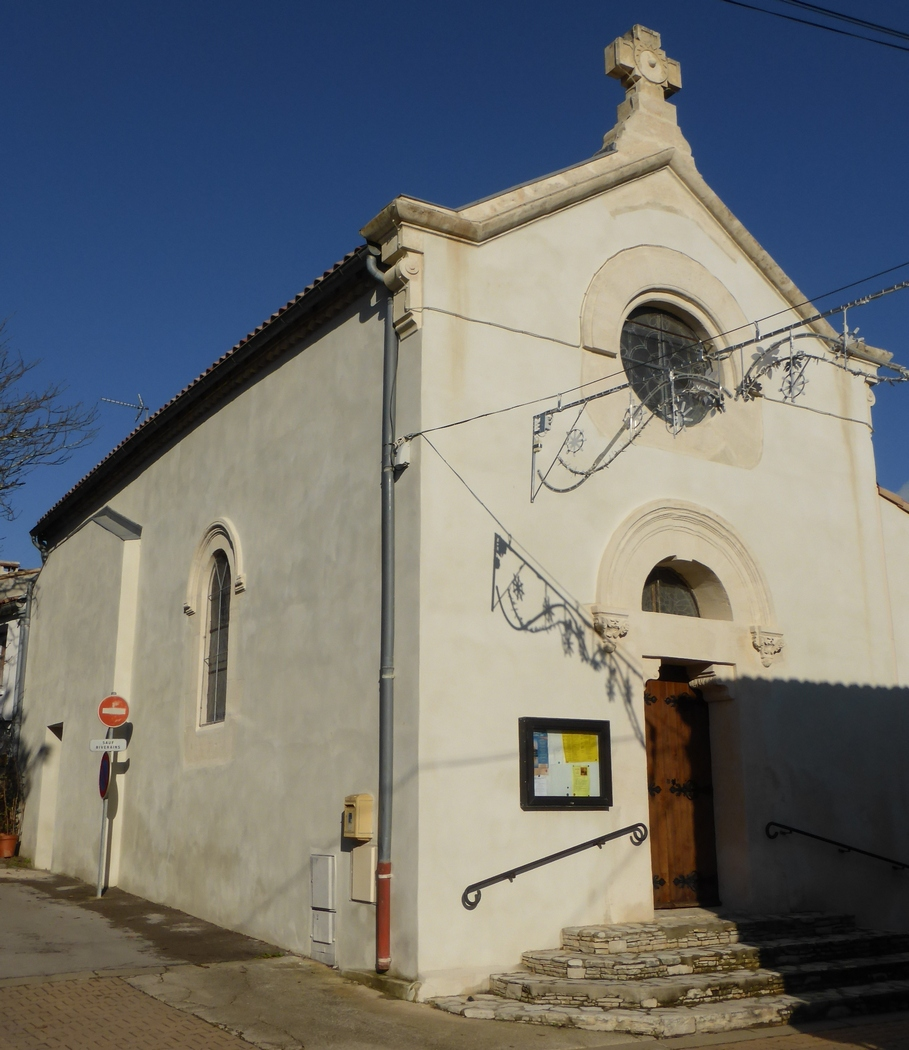
Église de l'un des hameaux historiques de Saint-Clément-de-Rivière.

### Lieux et monuments
- L'église Saint-Clément de Saint-Clément-de-Rivière ;
- Les vestiges du moulin de Lafous[58] ;
- L'aqueduc Saint-Clément[59] ;
- La source du Lez ;
- Le siège des Éditions Fata Morgana depuis 1966 ;
- Le Centre commercial de Le Boulidou ;
- Le Centre commercial Trifontaine.

### Personnalités liées à la commune
- François Spoerry (1912-1999), architecte, concepteur du « cœur du village » de Saint-Clément-de-Rivière.
- Marcel Salerno (1940-), président de l'Athlétic Club Arles-Avignon et homme d'affaires.
- Pierre Galle (1945-), ancien basketteur professionnel.

### Héraldique
| Blason de Saint-Clément-de-Rivière | Blason  | Taillé, de gueules à un bélier arrêté d'argent et d'or à un rameau de pin au naturel posé en barre, fruité d'une pomme en bande, feuillé de deux faisceaux d'aiguilles au naturel, celui de dextre tourné vers la pointe, celui de senestre vers le chef, à un aqueduc de dix arches d'argent brochant en barre sur la partition, soutenu d'une traverse ondée d'azur. |
| Blason de Saint-Clément-de-Rivière | Détails | Le haut de l'écusson représente le fougueux bélier de la légende (c'est lui qui aurait découvert la source de Saint-Clément, en frappant le sol de son sabot). La barre transversale indique l'aqueduc de Saint-Clément, réalisé de 1753 à 1766 sur les plans de l'ingénieur Pitot et destiné à alimenter Montpellier en eau potable. Sous l'aqueduc, la rivière dessinée symbolise le Lez, prenant sa source sur la commune. Enfin, le bas de l'écusson représente une pomme de pin symbolisant l'existence des pinèdes qui contribuent à la réputation des sites. Le statut officiel du blason reste à déterminer. |

### Fonds d'archives
- Fonds : Archives communales de Saint-Clément-de-Rivière (1654-1988) [5,62 ml].  Cote : 247 EDT. Montpellier : Archives départementales de l'Hérault (présentation en ligne).